# Gregorio Barbarigo

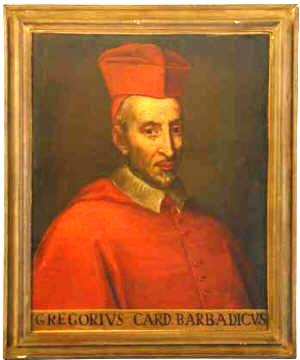
Gregorio kardinaal Barbarigo

Gregorio Giovanni Gaspare Barbarigo, kortweg Gregorio Barbarigo (Venetië, 16 september 1625 - Padua, 18 juni 1697) was bisschop-kardinaal in Bergamo en nadien in Padua. In de 20e eeuw werd hij heilig verklaard.

## student
Gregorio groeide op in een begoede Venetiaanse familie en kon studeren aan de universiteit van Padua. Hij studeerde er filosofie, rechten, wiskunde en geschiedenis. In 1644 riep zijn vader hem terug naar Venetië: Gregorio moest in diplomatieke dienst treden voor de republiek Venetië. Zo begeleidde Gregorio de Venetiaanse ambassadeur Alvise Contarini, de latere doge, naar de vredesconferenties van Münster en Osnabrück, ter beëindiging van de Dertigjarige Oorlog. Hij keerde terug naar de universiteit van Padua en doctoreerde er in de rechtsgeleerdheid en het kerkelijke recht (1655). Hij werd priester gewijd in Venetië in datzelfde jaar, aan de leeftijd van 30 jaar.
In 1656 trad hij in dienst van de kerkelijke rechtbank in Rome. Datzelfde jaar brak er de pest uit en Gregorio bezocht zieken en weduwen in Rome.

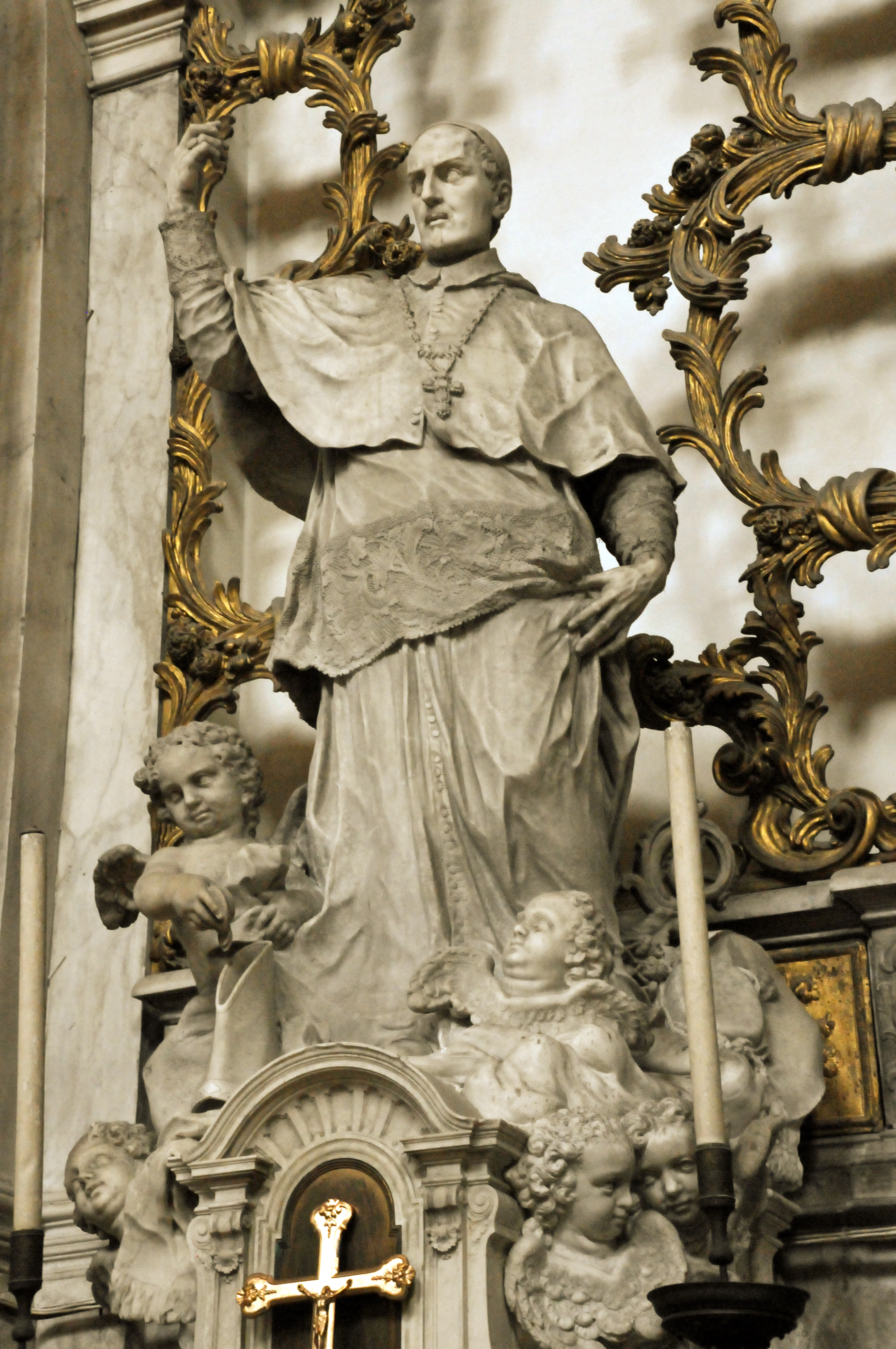
Beeld van Gregorio Barbarigo in zijn geboortestad Venetië (Chiesa di Santa Maria del Giglio)

## bisschop
Van 1657 tot 1664 was hij bisschop van Bergamo en werd in 1660 kardinaal gecreëerd door paus Alexander VII. Van 1664 tot zijn dood in 1697 bisschop van Padua. Hij bezocht er, zoals in Rome, de zieken in zijn parochies. Hij herorganiseerde het priesterseminarie van Padua en richtte zijn aandacht op de studieboeken en katholiek drukwerk. Hij had een bijzondere aandacht voor samenwerking tussen de rooms-katholieke kerk en de orthodoxe kerken. Hij kwam kennelijk in deze zin tussen bij conclaven, waarbij een nieuwe paus werd gekozen. Hij gaf geregeld advies aan de Curie in Rome in juridische kwesties. Tijdens zijn leven was hij gekend voor zijn vroomheid. Nochtans heeft hij een kwalijke reputatie omwille van zijn fulminante tegenstand om aan de bekwame vrouwelijke studente Elena Cornaro Piscopia een doctorstitel te weigeren aan de universiteit van Padua.
Hij stierf in 1697 en werd in de kathedraal van Padua begraven. Zijn opvolger was kardinaal-aartsbisschop Giorgio Corner.
Paus Clemens XIII verklaarde Gregorio zalig in 1761 en paus Johannes XXIII heilig in 1960. Gregorio wordt als een voorbeeld van zorgzame herderlijke pastoraal gezien.
- Biblioteca Nacional de España: XX1348623
- Bibliothèque nationale de France: cb133373305 (data)
- Gemeinsame Normdatei: 119223155
- International Standard Name Identifier: 0000 0001 1022 2967
- Library of Congress Control Number: nb98016208
- Nederlandse Thesaurus van Auteursnamen: 139095446
- Réseau des bibliothèques de Suisse occidentale: 02-A000016164
- Istituto Centrale per il Catalogo Unico: SBLV150880
- LIBRIS: 228155
- SNAC: w67m4jbt
- Système universitaire de documentation: 035799439
- Virtual International Authority File: 20486022
- WorldCat: E39PBJdmgr7K89cvmWwqwWvT73